# Дуарте, Джон-Пол
Джон-Пол Дуарте (англ. John-Paul Duarte; 13 декабря 1986, Гибралтар) — гибралтарский футболист, нападающий клуба «Бруно’с Мэгпайс». Выступал за сборную Гибралтара.

## Биография

### Клубная карьера
Начинал играть в чемпионате Гибралтара ещё в 2006 году в составе клуба «Линкольн Ред Импс», с которым становился чемпионом каждого розыгрыша (всего 9 раз). В сезоне 2013/14, первом сезоне после вступления Гибралтара в УЕФА, Дуарте стал также лучшим бомбардиром лиги, забив 15 голов. Покинул команду в 2015 году и провёл сезон 2015/16 в клубе «Манчестер 62». Летом 2016 года стал игроком команды «Сент-Джозефс».

### Карьера в сборной
Дебютировал за сборную Гибралтара 1 марта 2014 года в товарищеском матче со сборной Фарерских островов, в котором вышел на замену на 58-й минуте вместо Джереми Лопеса. В составе национальной команды был участником отборочных турниров к чемпионату Европы 2016 и чемпионату мира 2018. Всего провёл за сборную 11 матчей и не отличился забитыми голами.

## Достижения

### Командные
«Линкольн Ред Импс»
- Чемпион Гибралтара (9): 2006/07, 2007/08, 2008/09, 2009/10, 2010/11, 2011/12, 2012/13, 2013/14, 2014/15
- Обладатель Кубка Гибралтара (7): 2006/07, 2007/08, 2008/09, 2009/10, 2010/11, 2013, 2014

### Личные
- Лучший бомбардир чемпионата Гибралтара: 2013/2014 (15 голов)